# Yaaa Ayyuhal Lazeena Aamanu
Yaaa Ayyuhal Lazeena Aamanu (араб. يايها الذين امنوا, досл. «о ви, які увірували») — це вираз Корану, який нагадує віруючим мусульманам у деяких питаннях життя. Він застосований 89 разів у Корані .

## Історія
Вираз Корану було вперше виявлено після того, як Святий Посланець переселився до Медіни приблизно в 623 році. Це спочатку використовується як порада для медіанців, які повірили (Йому) в той час у своєму повсякденному житті.

## Значення
Вираз Корану має різні значення, що вживаються в різних перекладах. Але буквальне значення виразу Корану - це о ви, які увірували. Існують також інші варіанти виразів, що також перекладається як o віруючі, o люди віри, віруючі тощо. Іншими мовами, такими як перська, урду, хінді, бенгальська тощо, такі терміни, як ای اهل ایمان (від Мірзи Махді Елахі Гомшей), ای مؤمنان (від Мостафи Хоррамделя), اے اہل ایمان (від Fateh Muhammad Jalandhry), اے ایمان والو (за кількістю урду-перекладачів Корану), اے مؤمنو (за кількістю урду-перекладачів Корану), ऐ ईमानवालों, ऐ ईमानदारों, ऐ ईमान वालों (Сухель Фарук Хан і Сайфур Рахман Надві), হে ঈমানদারগণ, হে মুমিনগণ (від Маулани Мухіуддіна Хана), використовуючи різні мовні вирази цього коранського виразу. Новий термін " о люди віри" запозичений з перського терміна "ای اهل ایمان", що є перським терміном для вираження Корану, зробленого Мірзою Махді Елахі Гомшей (1901 - 1973).

## Використання
Після того, як усі вірші були відкриті в Медіні, з 623 року по 632 рік, коли помер Святий Посланець, на відміну від зростання ісламу з Аравії на всю землю, цей віршів Корану став важливою порадою для віруючих мусульман у деяких питань їхнього повсякденного життя.

## ВіршіКорану,що містить виразYaaa Ayyuhal Lazeena Aamanu

### Розділ 2
• Вірш 104 • Вірш 153 • Вірш 172 • Вірш 178 • Вірш 183 • Вірш 208 • Вірш 254 • Вірш 264 • Вірш 267 • Вірш 278 • Вірш 282

### Розділ 3
• Вірш 100 • Вірш 102 • Вірш 118 • Вірш 130 • Вірш 149 • Вірш 156 • Вірш 200

### Розділ 4
• Вірш 19 • Вірш 29 • Вірш 43 • Вірш 59 • Вірш 71 • Вірш 94 • Вірш 135 • Вірш 136 • Вірш 144

### Розділ 5
• Вірш 1 • Вірш 2 • Вірш 6 • Вірш 8 • Вірш 11 • Вірш 35 • Вірш 51 • Вірш 54 • Вірш 57 • Вірш 87 • Вірш 90 • Вірш 94 • Вірш 95 • Вірш 101 • Вірш 105 • Вірш 106

### Розділ 8
• Вірш 15 • Вірш 20 • Вірш 24 • Вірш 27 • Вірш 29 • Вірш 45

### Розділ 9
• Вірш 23 • Вірш 28 • Вірш 34 • Вірш 38 • Вірш 119 • Вірш 123

### Розділ 22
• Вірш 77

### Розділ 24
• Вірш 21 • Вірш 27 • Вірш 58

### Розділ 33
• Вірш 9 • Вірш 41 • Вірш 49 • Вірш 53 • Вірш 56 • Вірш 69 • Вірш 70

### Розділ 47
• Вірш 7 • Вірш 33

### Розділ 49
• Вірш 1 • Вірш 2 • Вірш 6 • Вірш 11 • Вірш 12

### Розділ 57
• Вірш 28

### Розділ 58
• Вірш 9 • Вірш 11 • Вірш 12

### Розділ 59
• Вірш 18

### Розділ 60
• Вірш 1 • Вірш 10 • Вірш 13

### Розділ 61
• Вірш 2 • Вірш 10 • Вірш 14

### Розділ 62
• Вірш 9

### Розділ 63
• Вірш 9

### Розділ 64
• Вірш 14

### Розділ 66
• Вірш 6 • Вірш 8
Отже, загальна кількість віршів - 89 віршів.